# Stare (Piła)
Pour les articles homonymes, voir Stare.
Stare (prononciation : [ˈstarɛ]) est un village polonais de la gmina de Wysoka dans le powiat de Piła de la voïvodie de Grande-Pologne dans le centre-ouest de la Pologne.
Il se situe à environ 10 kilomètres au nord-ouest de Wysoka (siège de la gmina), 21 kilomètres au nord-est de Piła (siège du powiat), et à 93 kilomètres au nord de Poznań (capitale de la Grande-Pologne).

## Histoire
De 1975 à 1998, le village faisait partie du territoire de la voïvodie de Piła.

Depuis 1999, Stare est situé dans la voïvodie de Grande-Pologne.
Le village possède une population de 280 habitants en 2012.